# Martin Petrov
Martin Pet'ov Petrov (in bulgaro Мартин Петьов Петров?; Vraca, 15 gennaio 1979) è un ex calciatore bulgaro, di ruolo centrocampista.

## Caratteristiche tecniche
Centrocampista capace di agire sia dietro le punte che sulle corsie esterne, principalmente nel ruolo di ala sinistra, era dotato di una buona tecnica e di un tiro potente, oltre che di un'ottima velocità. All'occorrenza poteva essere impiegato anche nel ruolo di seconda punta.

## Carriera

### Club
Iniziò la sua carriera nel CSKA Sofia e dopo due partite contro gli svizzeri del Servette, questi ultimi decisero di acquistare il diciannovenne bulgaro. Dopo 3 stagioni trascorse in Svizzera passa in Bundesliga, rinforzando le file del Wolfsburg, compagine con cui milita per quattro stagioni. Nell'estate del 2005 viene acquistato dall'Atletico Madrid per 10 milioni di euro.
Dopo due stagioni in Spagna, nel luglio 2007 va in Inghilterra, a rafforzare il Manchester City di Sven-Göran Eriksson che lo acquista per 7 milioni di euro. Lascia la squadra, da svincolato, l'8 giugno 2010 dopo essere sceso in campo 72 volte ed aver segnato 12 reti con la maglia dei Citizens. Il 22 giugno 2010 si lega al Bolton. Il 14 gennaio 2013 viene ceduto in prestito all'Espanyol fino al 30 giugno. Il 17 luglio 2014 annuncia il suo ritiro dal calcio giocato.

### Nazionale
Martin Petrov è stato il simbolo della Bulgaria agli Europei 2004 (dove fu eliminata nella fase a gironi). In questa competizione segnò un gol: su rigore contro l'Italia, ma non servì, perché alla fine la partita terminò 2-1 a favore degli azzurri.
Il 2 settembre 2006 ha avuto un ruolo cruciale per la sua nazionale: ha segnato due gol in due minuti nella partita valida per le qualificazioni ad Euro 2008 tra Bulgaria e Romania a Costanza. Era riuscito a dare la speranza di vittoria alla sua squadra, ma, alla fine, la partita s'è conclusa in parità (2-2). Andò a segno anche nella partita contro la Slovenia (partita conclusa 3-0) e contro i Paesi Bassi (partita conclusa 1-1). Grazie anche a queste sue ottime prestazioni, è stato premiato con il titolo di Calciatore bulgaro dell'anno.

## Statistiche

### Presenze e reti nei club
Statistiche aggiornate al 3 marzo 2013.
| Stagione               | Squadra                | Campionato             | Campionato | Campionato | Coppe nazionali | Coppe nazionali | Coppe nazionali | Coppe continentali | Coppe continentali | Coppe continentali | Altre coppe | Altre coppe | Altre coppe | Totale | Totale |
| Stagione               | Squadra                | Comp                   | Pres       | Reti       | Comp            | Pres            | Reti            | Comp               | Pres               | Reti               | Comp        | Pres        | Reti        | Pres   | Reti   |
| ---------------------- | ---------------------- | ---------------------- | ---------- | ---------- | --------------- | --------------- | --------------- | ------------------ | ------------------ | ------------------ | ----------- | ----------- | ----------- | ------ | ------ |
| 1995-1996              | Botev Vratsa           | V AFG                  | 18         | 4          | -               | -               | -               | -                  | -                  | -                  | -           | -           | -           | 18     | 4      |
| 1996-1997              | CSKA Sofia             | A PFG                  | 3          | 0          | -               | -               | -               | -                  | -                  | -                  | -           | -           | -           | 3      | 0      |
| 1997-1998              | CSKA Sofia             | A PFG                  | 4          | 0          | -               | -               | -               | -                  | -                  | -                  | -           | -           | -           | 4      | 0      |
| 1998-1999              | CSKA Sofia             | A PFG                  | 12         | 3          | -               | -               | -               | -                  | -                  | -                  | -           | -           | -           | 12     | 3      |
| Totale CSKA Sofia      | Totale CSKA Sofia      | Totale CSKA Sofia      | 19         | 3          |                 |                 |                 |                    |                    |                    |             |             |             | 19     | 3      |
| 1998-1999              | Servette               | SL                     | 12         | 2          | -               | -               | -               | -                  | -                  | -                  | -           | -           | -           | 12     | 2      |
| 1999-2000              | Servette               | SL                     | 31         | 9          | -               | -               | -               | -                  | -                  | -                  | -           | -           | -           | 31     | 9      |
| 2000-2001              | Servette               | SL                     | 32         | 11         | -               | -               | -               | -                  | -                  | -                  | -           | -           | -           | 32     | 11     |
| Totale Servette        | Totale Servette        | Totale Servette        | 75         | 22         |                 |                 |                 |                    |                    |                    |             |             |             | 75     | 22     |
| 2001-2002              | Wolfsburg              | BL                     | 32         | 6          | CG              | 3               | 1               | -                  | -                  | -                  | -           | -           | -           | 35     | 7      |
| 2002-2003              | Wolfsburg              | BL                     | 26         | 2          | CG              | 2               | 0               | -                  | -                  | -                  | -           | -           | -           | 28     | 2      |
| 2003-2004              | Wolfsburg              | BL                     | 28         | 8          | CG              | 1               | 2               | -                  | -                  | -                  | -           | -           | -           | 29     | 10     |
| 2004-2005              | Wolfsburg              | BL                     | 30         | 12         | CG              | 0               | 0               | -                  | -                  | -                  | -           | -           | -           | 30     | 12     |
| 2005-2006              | Wolfsburg              | BL                     | 0          | 0          | CG              | 0               | 0               | Int                | 2                  | 2                  | -           | -           | -           | 2      | 2      |
| Totale Wolfsburg       | Totale Wolfsburg       | Totale Wolfsburg       | 116        | 28         |                 | 6               | 3               |                    | 2                  | 2                  |             |             |             | 124    | 33     |
| ago. 2005-2006         | Atletico Madrid        | PD                     | 36         | 1          | CR              | 0               | 0               | -                  | -                  | -                  | -           | -           | -           | 36     | 1      |
| 2006-2007              | Atletico Madrid        | PD                     | 13         | 2          | CR              | 0               | 0               | -                  | -                  | -                  | -           | -           | -           | 13     | 2      |
| 2007-2008              | Atletico Madrid        | PD                     | 0          | 0          | CR              | 0               | 0               | Int                | 1                  | 0                  | -           | -           | -           | 1      | 0      |
| Totale Atletico Madrid | Totale Atletico Madrid | Totale Atletico Madrid | 49         | 3          |                 |                 |                 |                    | 1                  | 0                  |             |             |             | 50     | 3      |
| 2007-2008              | Manchester City        | PL                     | 34         | 5          | CI+LC           | 3+1             | 0+0             | -                  | -                  | -                  | -           | -           | -           | 38     | 5      |
| 2008-2009              | Manchester City        | PL                     | 9          | 0          | CI+LC           | 0+0             | 0+0             | CU                 | 5                  | 2                  | -           | -           | -           | 14     | 2      |
| 2009-2010              | Manchester City        | PL                     | 16         | 4          | CI+LC           | 3+1             | 1+0             | -                  | -                  | -                  | -           | -           | -           | 20     | 5      |
| Totale Manchester City | Totale Manchester City | Totale Manchester City | 59         | 9          |                 | 8               | 1               |                    | 5                  | 2                  |             |             |             | 72     | 12     |
| 2010-2011              | Bolton                 | PL                     | 28         | 3          | FACup+CdL       | 6+0             | 0+0             |                    |                    |                    |             |             |             | 34     | 3      |
| 2011-2012              | Bolton                 | PL                     | 32         | 4          | FACup+CdL       | 3+1             | 1+1             |                    |                    |                    |             |             |             | 36     | 6      |
| 2012-2013              | Bolton                 | PL                     | 14         | 3          | FACup+CdL       | 1+1             | 0+0             |                    |                    |                    |             |             |             | 16     | 3      |
| Totale Bolton          | Totale Bolton          | Totale Bolton          | 74         | 10         |                 | 12              | 2               |                    |                    |                    |             |             |             | 86     | 12     |
| gen. 2012-2013         | Espanyol               | PD                     | 4          | 0          | CR              | 0               | 0               |                    |                    |                    |             |             |             | 4      | 0      |
| Totale carriera        | Totale carriera        | Totale carriera        | 414        | 79         |                 | 26              | 6               |                    | 8                  | 4                  |             |             |             | 448    | 89     |

### Cronologia presenze e reti in nazionale
| Cronologia completa delle presenze e delle reti in nazionale ― Bulgaria | Cronologia completa delle presenze e delle reti in nazionale ― Bulgaria | Cronologia completa delle presenze e delle reti in nazionale ― Bulgaria | Cronologia completa delle presenze e delle reti in nazionale ― Bulgaria | Cronologia completa delle presenze e delle reti in nazionale ― Bulgaria | Cronologia completa delle presenze e delle reti in nazionale ― Bulgaria | Cronologia completa delle presenze e delle reti in nazionale ― Bulgaria | Cronologia completa delle presenze e delle reti in nazionale ― Bulgaria |
| Data                                                                    | Città                                                                   | In casa                                                                 | Risultato                                                               | Ospiti                                                                  | Competizione                                                            | Reti                                                                    | Note                                                                    |
| ----------------------------------------------------------------------- | ----------------------------------------------------------------------- | ----------------------------------------------------------------------- | ----------------------------------------------------------------------- | ----------------------------------------------------------------------- | ----------------------------------------------------------------------- | ----------------------------------------------------------------------- | ----------------------------------------------------------------------- |
| 9-6-1999                                                                | Sofia                                                                   | Bulgaria                                                                | 1 – 1                                                                   | Inghilterra                                                             | Qual. Euro 2000                                                         | -                                                                       | 46’ 53’, 58’                                                            |
| 9-2-2000                                                                | Valparaíso                                                              | Slovacchia                                                              | 0 – 1                                                                   | Bulgaria                                                                | Amichevole                                                              | -                                                                       | 58’                                                                     |
| 12-2-2000                                                               | Valparaíso                                                              | Cile                                                                    | 3 – 2                                                                   | Bulgaria                                                                | Amichevole                                                              | -                                                                       | 59’                                                                     |
| 15-2-2000                                                               | Valparaíso                                                              | Australia                                                               | 1 – 1                                                                   | Bulgaria                                                                | Amichevole                                                              | -                                                                       | 46’                                                                     |
| 29-3-2000                                                               | Sofia                                                                   | Bulgaria                                                                | 4 – 1                                                                   | Bielorussia                                                             | Amichevole                                                              | -                                                                       | 77’                                                                     |
| 26-4-2000                                                               | Sofia                                                                   | Bulgaria                                                                | 0 – 1                                                                   | Irlanda                                                                 | Amichevole                                                              | -                                                                       | 56’                                                                     |
| 16-8-2000                                                               | Sofia                                                                   | Bulgaria                                                                | 1 – 3                                                                   | Belgio                                                                  | Amichevole                                                              | -                                                                       | 46’                                                                     |
| 2-9-2000                                                                | Sofia                                                                   | Bulgaria                                                                | 0 – 1                                                                   | Rep. Ceca                                                               | Qual. Mondiali 2002                                                     | -                                                                       | 33’                                                                     |
| 7-10-2000                                                               | Sofia                                                                   | Bulgaria                                                                | 3 – 0                                                                   | Malta                                                                   | Qual. Mondiali 2002                                                     | -                                                                       |                                                                         |
| 11-10-2000                                                              | Copenaghen                                                              | Danimarca                                                               | 1 – 1                                                                   | Bulgaria                                                                | Qual. Mondiali 2002                                                     | -                                                                       |                                                                         |
| 14-11-2000                                                              | Algeri                                                                  | Algeria                                                                 | 1 – 2                                                                   | Bulgaria                                                                | Amichevole                                                              | 1                                                                       |                                                                         |
| 24-1-2001                                                               | Morelia                                                                 | Messico                                                                 | 0 – 2                                                                   | Bulgaria                                                                | Amichevole                                                              | -                                                                       | 75’                                                                     |
| 28-1-2001                                                               | Kingston                                                                | Giamaica                                                                | 0 – 0                                                                   | Bulgaria                                                                | Amichevole                                                              | -                                                                       | 60’                                                                     |
| 28-2-2001                                                               | Amman                                                                   | Giordania                                                               | 0 – 2                                                                   | Bulgaria                                                                | Amichevole                                                              | -                                                                       | 56’                                                                     |
| 24-3-2001                                                               | Sofia                                                                   | Bulgaria                                                                | 2 – 1                                                                   | Islanda                                                                 | Qual. Mondiali 2002                                                     | -                                                                       |                                                                         |
| 28-3-2001                                                               | Sofia                                                                   | Bulgaria                                                                | 4 – 3                                                                   | Irlanda del Nord                                                        | Qual. Mondiali 2002                                                     | 2                                                                       | 78’                                                                     |
| 25-4-2001                                                               | Oslo                                                                    | Norvegia                                                                | 2 – 1                                                                   | Bulgaria                                                                | Amichevole                                                              | -                                                                       | 64’                                                                     |
| 2-6-2001                                                                | Belfast                                                                 | Irlanda del Nord                                                        | 0 – 1                                                                   | Bulgaria                                                                | Qual. Mondiali 2002                                                     | -                                                                       | 77’                                                                     |
| 6-6-2001                                                                | Reykjavík                                                               | Islanda                                                                 | 1 – 1                                                                   | Bulgaria                                                                | Qual. Mondiali 2002                                                     | -                                                                       | 65’                                                                     |
| 15-8-2001                                                               | Sofia                                                                   | Bulgaria                                                                | 1 – 0                                                                   | Macedonia                                                               | Amichevole                                                              | -                                                                       |                                                                         |
| 5-9-2001                                                                | Sofia                                                                   | Bulgaria                                                                | 0 – 2                                                                   | Danimarca                                                               | Qual. Mondiali 2002                                                     | -                                                                       | 60’                                                                     |
| 6-10-2001                                                               | Praga                                                                   | Rep. Ceca                                                               | 6 – 0                                                                   | Bulgaria                                                                | Qual. Mondiali 2002                                                     | -                                                                       |                                                                         |
| 13-2-2002                                                               | Fiume                                                                   | Croazia                                                                 | 0 – 0                                                                   | Bulgaria                                                                | Amichevole                                                              | -                                                                       |                                                                         |
| 27-3-2002                                                               | Guayaquil                                                               | Ecuador                                                                 | 3 – 0                                                                   | Bulgaria                                                                | Amichevole                                                              | -                                                                       |                                                                         |
| 21-8-2002                                                               | Sofia                                                                   | Bulgaria                                                                | 2 – 2                                                                   | Germania                                                                | Amichevole                                                              | -                                                                       | 46’                                                                     |
| 7-9-2002                                                                | Bruxelles                                                               | Belgio                                                                  | 0 – 2                                                                   | Bulgaria                                                                | Qual. Euro 2004                                                         | -                                                                       |                                                                         |
| 12-10-2002                                                              | Sofia                                                                   | Bulgaria                                                                | 2 – 0                                                                   | Croazia                                                                 | Qual. Euro 2004                                                         | -                                                                       | 66’                                                                     |
| 16-10-2002                                                              | Sofia                                                                   | Bulgaria                                                                | 2 – 1                                                                   | Andorra                                                                 | Qual. Euro 2004                                                         | -                                                                       | 75’                                                                     |
| 20-11-2002                                                              | Granada                                                                 | Spagna                                                                  | 1 – 0                                                                   | Bulgaria                                                                | Amichevole                                                              | -                                                                       |                                                                         |
| 27-3-2003                                                               | Kruševac                                                                | Serbia e Montenegro                                                     | 1 – 2                                                                   | Bulgaria                                                                | Amichevole                                                              | -                                                                       | 62’                                                                     |
| 2-4-2003                                                                | Tallinn                                                                 | Estonia                                                                 | 0 – 0                                                                   | Bulgaria                                                                | Qual. Euro 2004                                                         | -                                                                       | 71’                                                                     |
| 7-6-2003                                                                | Sofia                                                                   | Bulgaria                                                                | 2 – 2                                                                   | Belgio                                                                  | Qual. Euro 2004                                                         | -                                                                       |                                                                         |
| 20-8-2003                                                               | Sofia                                                                   | Bulgaria                                                                | 3 – 0                                                                   | Lituania                                                                | Amichevole                                                              | -                                                                       | 46’                                                                     |
| 6-9-2003                                                                | Sofia                                                                   | Bulgaria                                                                | 2 – 0                                                                   | Estonia                                                                 | Qual. Euro 2004                                                         | 1                                                                       |                                                                         |
| 10-9-2003                                                               | Andorra la Vella                                                        | Andorra                                                                 | 0 – 3                                                                   | Bulgaria                                                                | Qual. Euro 2004                                                         | -                                                                       |                                                                         |
| 18-2-2004                                                               | Atene                                                                   | Grecia                                                                  | 2 – 0                                                                   | Bulgaria                                                                | Amichevole                                                              | -                                                                       |                                                                         |
| 31-3-2004                                                               | Sofia                                                                   | Bulgaria                                                                | 2 – 2                                                                   | Russia                                                                  | Amichevole                                                              | -                                                                       | 56’                                                                     |
| 28-4-2004                                                               | Sofia                                                                   | Bulgaria                                                                | 3 – 0                                                                   | Camerun                                                                 | Amichevole                                                              | -                                                                       | 53’                                                                     |
| 2-6-2004                                                                | Praga                                                                   | Rep. Ceca                                                               | 3 – 1                                                                   | Bulgaria                                                                | Amichevole                                                              | -                                                                       | 46’                                                                     |
| 14-6-2004                                                               | Lisbona                                                                 | Svezia                                                                  | 5 – 0                                                                   | Bulgaria                                                                | Euro 2004 - 1º turno                                                    | -                                                                       | 84’                                                                     |
| 18-6-2004                                                               | Braga                                                                   | Danimarca                                                               | 2 – 0                                                                   | Bulgaria                                                                | Euro 2004 - 1º turno                                                    | -                                                                       | 84’                                                                     |
| 22-6-2004                                                               | Guimarães                                                               | Italia                                                                  | 2 – 1                                                                   | Bulgaria                                                                | Euro 2004 - 1º turno                                                    | 1                                                                       | 45+1’                                                                   |
| 9-10-2004                                                               | Zagabria                                                                | Croazia                                                                 | 2 – 2                                                                   | Bulgaria                                                                | Qual. Mondiali 2006                                                     | 1                                                                       | 85’                                                                     |
| 13-10-2004                                                              | Sofia                                                                   | Bulgaria                                                                | 4 – 1                                                                   | Malta                                                                   | Qual. Mondiali 2006                                                     | -                                                                       | 85’                                                                     |
| 17-11-2004                                                              | Baku                                                                    | Azerbaigian                                                             | 0 – 0                                                                   | Bulgaria                                                                | Amichevole                                                              | -                                                                       | 58’                                                                     |
| 9-2-2005                                                                | Sofia                                                                   | Bulgaria                                                                | 0 – 0                                                                   | Serbia e Montenegro                                                     | Amichevole                                                              | -                                                                       | 46’                                                                     |
| 30-3-2005                                                               | Budapest                                                                | Ungheria                                                                | 1 – 1                                                                   | Bulgaria                                                                | Qual. Mondiali 2006                                                     | -                                                                       | 83’                                                                     |
| 4-6-2005                                                                | Sofia                                                                   | Bulgaria                                                                | 1 – 3                                                                   | Croazia                                                                 | Qual. Mondiali 2006                                                     | 1                                                                       |                                                                         |
| 17-8-2005                                                               | Sofia                                                                   | Bulgaria                                                                | 3 – 1                                                                   | Turchia                                                                 | Amichevole                                                              | 1                                                                       | 68’                                                                     |
| 3-9-2005                                                                | Stoccolma                                                               | Svezia                                                                  | 3 – 0                                                                   | Bulgaria                                                                | Qual. Mondiali 2006                                                     | -                                                                       | 52’                                                                     |
| 7-9-2005                                                                | Sofia                                                                   | Bulgaria                                                                | 3 – 2                                                                   | Islanda                                                                 | Qual. Mondiali 2006                                                     | 1                                                                       |                                                                         |
| 8-10-2005                                                               | Sofia                                                                   | Bulgaria                                                                | 2 – 0                                                                   | Ungheria                                                                | Qual. Mondiali 2006                                                     | -                                                                       |                                                                         |
| 12-10-2005                                                              | Ta' Qali                                                                | Malta                                                                   | 1 – 1                                                                   | Bulgaria                                                                | Qual. Mondiali 2006                                                     | -                                                                       | 35’ 46’                                                                 |
| 12-11-2005                                                              | Sofia                                                                   | Bulgaria                                                                | 6 – 2                                                                   | Georgia                                                                 | Amichevole                                                              | -                                                                       | 62’                                                                     |
| 16-11-2005                                                              | Dublino                                                                 | Messico                                                                 | 0 – 3                                                                   | Bulgaria                                                                | Amichevole                                                              | -                                                                       | 89’                                                                     |
| 1-3-2006                                                                | Skopje                                                                  | Macedonia                                                               | 0 – 1                                                                   | Bulgaria                                                                | Amichevole                                                              | 1                                                                       | 62’                                                                     |
| 9-5-2006                                                                | Osaka                                                                   | Giappone                                                                | 1 – 2                                                                   | Bulgaria                                                                | Amichevole                                                              | -                                                                       | cap. 86’                                                                |
| 11-5-2006                                                               | Kōbe                                                                    | Scozia                                                                  | 5 – 1                                                                   | Bulgaria                                                                | Amichevole                                                              | -                                                                       | cap. 19’                                                                |
| 15-8-2006                                                               | Swansea                                                                 | Galles                                                                  | 0 – 0                                                                   | Bulgaria                                                                | Amichevole                                                              | -                                                                       | 57’                                                                     |
| 2-9-2006                                                                | Costanza                                                                | Romania                                                                 | 2 – 2                                                                   | Bulgaria                                                                | Qual. Euro 2008                                                         | 2                                                                       |                                                                         |
| 6-9-2006                                                                | Sofia                                                                   | Bulgaria                                                                | 3 – 0                                                                   | Slovenia                                                                | Qual. Euro 2008                                                         | 1                                                                       | 51’                                                                     |
| 7-10-2006                                                               | Sofia                                                                   | Bulgaria                                                                | 1 – 1                                                                   | Paesi Bassi                                                             | Qual. Euro 2008                                                         | 1                                                                       | 53’ 63’                                                                 |
| 2-6-2007                                                                | Minsk                                                                   | Bielorussia                                                             | 0 – 2                                                                   | Bulgaria                                                                | Qual. Euro 2008                                                         | -                                                                       | 90+2’                                                                   |
| 6-6-2007                                                                | Sofia                                                                   | Bulgaria                                                                | 2 – 1                                                                   | Bielorussia                                                             | Qual. Euro 2008                                                         | 1                                                                       | 85’                                                                     |
| 22-8-2007                                                               | Sofia                                                                   | Bulgaria                                                                | 0 – 1                                                                   | Galles                                                                  | Amichevole                                                              | -                                                                       | cap.                                                                    |
| 8-9-2007                                                                | Amsterdam                                                               | Paesi Bassi                                                             | 2 – 0                                                                   | Bulgaria                                                                | Qual. Euro 2008                                                         | -                                                                       |                                                                         |
| 12-9-2007                                                               | Sofia                                                                   | Bulgaria                                                                | 3 – 0                                                                   | Lussemburgo                                                             | Qual. Euro 2008                                                         | 1                                                                       | 67’                                                                     |
| 17-10-2007                                                              | Tirana                                                                  | Albania                                                                 | 1 – 1                                                                   | Bulgaria                                                                | Qual. Euro 2008                                                         | -                                                                       |                                                                         |
| 17-11-2007                                                              | Sofia                                                                   | Bulgaria                                                                | 1 – 0                                                                   | Romania                                                                 | Qual. Euro 2008                                                         | -                                                                       | 90’                                                                     |
| 21-11-2007                                                              | Celje                                                                   | Slovenia                                                                | 0 – 2                                                                   | Bulgaria                                                                | Qual. Euro 2008                                                         | -                                                                       |                                                                         |
| 6-2-2008                                                                | Belfast                                                                 | Irlanda del Nord                                                        | 0 – 1                                                                   | Bulgaria                                                                | Amichevole                                                              | -                                                                       |                                                                         |
| 26-3-2008                                                               | Sofia                                                                   | Bulgaria                                                                | 2 – 1                                                                   | Finlandia                                                               | Amichevole                                                              | -                                                                       | 75’                                                                     |
| 20-8-2008                                                               | Zenica                                                                  | Bosnia ed Erzegovina                                                    | 1 – 2                                                                   | Bulgaria                                                                | Amichevole                                                              | -                                                                       |                                                                         |
| 11-10-2008                                                              | Sofia                                                                   | Bulgaria                                                                | 0 – 0                                                                   | Italia                                                                  | Qual. Mondiali 2010                                                     | -                                                                       | 90’                                                                     |
| 15-10-2008                                                              | Tbilisi                                                                 | Georgia                                                                 | 0 – 0                                                                   | Bulgaria                                                                | Qual. Mondiali 2010                                                     | -                                                                       | 28’                                                                     |
| 6-6-2009                                                                | Sofia                                                                   | Bulgaria                                                                | 1 – 1                                                                   | Irlanda                                                                 | Qual. Mondiali 2010                                                     | -                                                                       | 61’                                                                     |
| 12-8-2009                                                               | Sofia                                                                   | Bulgaria                                                                | 1 – 0                                                                   | Lettonia                                                                | Amichevole                                                              | -                                                                       | 59’                                                                     |
| 5-9-2009                                                                | Sofia                                                                   | Bulgaria                                                                | 4 – 1                                                                   | Montenegro                                                              | Qual. Mondiali 2010                                                     | -                                                                       | 51’ 75’                                                                 |
| 9-9-2009                                                                | Torino                                                                  | Italia                                                                  | 2 – 0                                                                   | Bulgaria                                                                | Qual. Mondiali 2010                                                     | -                                                                       | 63’                                                                     |
| 10-10-2009                                                              | Larnaca                                                                 | Cipro                                                                   | 4 – 1                                                                   | Bulgaria                                                                | Qual. Mondiali 2010                                                     | -                                                                       |                                                                         |
| 14-10-2009                                                              | Sofia                                                                   | Bulgaria                                                                | 6 – 2                                                                   | Georgia                                                                 | Qual. Mondiali 2010                                                     | 2                                                                       |                                                                         |
| 11-8-2010                                                               | Leningrado                                                              | Russia                                                                  | 1 – 0                                                                   | Bulgaria                                                                | Amichevole                                                              | -                                                                       | 75’                                                                     |
| 3-9-2010                                                                | Londra                                                                  | Inghilterra                                                             | 4 – 0                                                                   | Bulgaria                                                                | Qual. Euro 2012                                                         | -                                                                       |                                                                         |
| 7-9-2010                                                                | Sofia                                                                   | Bulgaria                                                                | 0 – 1                                                                   | Montenegro                                                              | Qual. Euro 2012                                                         | -                                                                       | 79’                                                                     |
| 8-10-2010                                                               | Cardiff                                                                 | Galles                                                                  | 0 – 1                                                                   | Bulgaria                                                                | Qual. Euro 2012                                                         | -                                                                       | 90+1’                                                                   |
| 17-11-2010                                                              | Sofia                                                                   | Bulgaria                                                                | 0 – 1                                                                   | Serbia                                                                  | Amichevole                                                              | -                                                                       | cap. 66’                                                                |
| 29-3-2011                                                               | Larnaca                                                                 | Cipro                                                                   | 0 – 1                                                                   | Bulgaria                                                                | Amichevole                                                              | 1                                                                       | 90’                                                                     |
| 4-6-2011                                                                | Podgorica                                                               | Montenegro                                                              | 1 – 1                                                                   | Bulgaria                                                                | Qual. Euro 2012                                                         | -                                                                       | 88’                                                                     |
| 2-9-2011                                                                | Sofia                                                                   | Bulgaria                                                                | 0 – 3                                                                   | Inghilterra                                                             | Qual. Euro 2012                                                         | -                                                                       |                                                                         |
| 6-9-2011                                                                | Basilea                                                                 | Svizzera                                                                | 3 – 1                                                                   | Bulgaria                                                                | Qual. Euro 2012                                                         | -                                                                       | 60’                                                                     |
| Totale                                                                  |                                                                         | Presenze (5º posto)                                                     | 90                                                                      |                                                                         | Reti                                                                    | 19                                                                      |                                                                         |

## Palmarès

### Club
- Campionato bulgaro: 1

CSKA Sofia: 1996-1997
- Coppa di Bulgaria: 1

CSKA Sofia: 1996-1997
- Campionato svizzero: 1

Servette: 1998-1999

### Individuale
- Calciatore bulgaro dell'anno: 1

2006